# Rui Azul
Rui Azul é um saxofonista tenor e soprano, flautista e compositor de jazz e blues, sendo ainda conhecido por tocar midisax. Rui azul profissionalmente é também designer gráfico, autor de banda desenhada e artista plástico.[

## Biografia
Rui Azul é designer gráfico pela Escola Superior de Belas-Artes do Porto (actual Faculdade de Belas-Artes da Universidade do Porto), tendo também frequentado Engenharia Mecânica (2 anos) na Universidade do Porto e Arquitectura (2 anos) na Universidade de Lisboa, bem como os Institutos Britânico (4 anos) e Francês (4 anos) no Porto.
Estudou música na Academia de Amadores de Música de Lisboa, Escola de Música do Campo Alegre no Porto, saxofone jazz pelos métodos do Berklee College of Music (Boston, EUA), e participou em workshops realizados pelos músicos Alan Skidmore, Lol Coxill, John Stevens, Alan Silva, Frank Wright, George Adams e Eberhart Weber.
Entre 1979 e 1983 viveu na Holanda tendo depois retornado a Portugal onde vive, e exerceu a profissão de designer gráfico e director artístico/criativo. É a partir da cidade do Porto que desenvolve a sua actividade musical nos grupos em que participa e no ensemble que lidera, o Rui Azul Index.
Rui Azul foi director de arte/criativo em várias agências de publicidade e agencias de design, bem como em casas editoras; exerce profissionalmente como designer gráfico, actualmente como freelancer.

## Carreira Musical
Na Holanda integrou a banda residente do B14 Jazz Club, em Roterdão, e com os Midnight Oil e formações diversas actuou no Melkweg, De Kroeg, Paradiso e BimHuis, em Amesterdão.
Regressado a Portugal, organizou o 1º Festival de Jazz do Porto em 1984, e ciclos de concertos e jam-sessions na Cooperativa Árvore, Luís Armastrondo e Pinguim Café.
Forma o quarteto/quinteto "Rui Azul Index", que integrou músicos como Rui Júnior, Carlos Azevedo, Hélder Gonçalves, Zlato Kaucic, Pedro Taveira, António Mão-de-Ferro, Pedro Abrunhosa, Pedro Barreiros, Paulo Gomes, Carlos Mendes, Olavo Tengner, Alex Rodriguez, Filipe Mendes, Al'Vesh, Paleka, Quiné, entre outros. Com ele actuou no 2º Festival Jazz do Porto, nas VII, IX e XI e XII Bienais de Cerveira, na Festa do Avante!, nos Ciclos “Café c/ Jazz” (Porto), nos Encontros de Nova Música no ACARTE (CAM - Gulbenkian), em ciclos de concertos em várias autarquias, no Hot Clube de Portugal, "B Flat Jazz Club", e em vários outros eventos e locais, bem como em diversos programas da RTP.
Actuou com os Telectu de Jorge Lima Barreto e Vitor Rua, o grupo "Ó Que Som Tem", Minnemann Blues Band, Vitor Rua, Mário Laginha, Carlos Bica, Mário Barreiros, Pedro Barreiros, entre diversos outros músicos, em Portugal, Espanha, França, Holanda e Bélgica.
O seu primeiro CD de originais "Pressões Digitais" foi editado em 1991, com uma banda formada pelos músicos Vitor Rua, Pedro Taveira, Rui Júnior, Joaquim "Quiné" Teles e Horácio, tendo sido eleito nesse ano o “Melhor Saxofonista Português” pelos leitores da revista Música, Instrumentos & Tecnologia - MI&T. Em Janeiro de 2005 lança o CD "À Bolina", apenas com originais a solo.
Em 2010 publica "Ritmos em Blues", com a participação de imumeros musicos da cena jazz, blues, jazz de fusão e pop-rock portugiesa, entre outros as cantoras Maria Viana, Diana Basto, Fatucha Leite, Daniela Maia, os baixistas Carl Minnemann e José Lima, ou outros como Renato Diz, João Salcedo, Samuel Quinto, Hugo Raro, Filipe Larsen, ManuZé Carvalho, Manuel Santesteban, Rui Cenoura Ferraz e dos Trabalhadores do Comércio Sérgio Castro, Hugo Azevedo, Jorge Filipe Santos, Joe Medicis e Raul Cerqueira.
Deste mesmo ano (2010) é o disco "Blues 88", da Minnemann Blues Band, de Wolfram Minnemann, banda de blues que nesta formação conta com, além de W.Minnemann (voz e piano),  Rui Cenoura Ferraz (bateria], António Mão-de-Ferro (guitarra), ManuZé Carvalho (baixo) e Rui Azul (saxofone), o qual marca o som mais recente da banda, pela presença inusitada do saxofone numa banda de blues. Este álbum é gravado ao vivo no Hot Five Clube de Jazz & Blues no Porto e editado pela Arteditores.
Participou nos discos "Vydia" e "Mimi tão pequena e tão suja" de Vitor Rua, "Aventuras no Sol e na Lua" de Horácio, "Mais um membro para a Europa"  e "Ibulussom"  dos Trabalhadores do Comércio e "Monoxide" dos Blue Orange Juice.
Compôs genéricos para o Cinanima - Festival de Cinema de Animação de Espinho (Portugal), para programas de televisão e para várias rádios nacionais, e compôs música ou participou, como músico, em peças de teatro como "Schmurz", de Boris Vian, "Mais Mar Houvesse" de João Paulo Seara Cardoso, "Peça com Repetições", pela companhia "Assédio", entre outras.
Entre 1988 e 1994 escreveu para a revista MI&T, (sobre instrumentos de sopro e notas de concertos) e produziu e realizou o programa “Jazzologia”, nas Rádios Delírio Porto, Satélite Vila Nova de Gaia e Atlântico Matosinhos.

## Outras Actividades
Paralelamente às suas actividades musicais e profissionais, Rui Azul desenvolve actividades noutras formas de arte como autor de Banda Desenhada, Ilustrador e Artista plástico.
Tem 2 álbums de banda desenhada editados, "Uma Viagem Fantástica", com Manuel António Pina, e "A História das Águas do Cávado", bem como várias estórias e cartoons publicadas em revistas e fanzines Portugueses e Holandeses. Ilustrou vários livros didáticos, infantis e juvenis, e faz ilustração por computador (Infografismo e Infografia) em publicações e sites diversos, sendo o autor de capas de vários CDs seus e de outros grupos e músicos.
Como artista plástico Rui Azul fez várias exposições individuais em Portugal e Holanda, assim como obras plásticas nas IX, XI e XII Bienais de Cerveira e nos Encontros de Nova Música ACARTE, no Centro de Arte Moderna da Fundação Calouste Gulbenkian em 1990.
São também de sua autoria o conceito, diaporamas e videoarte inseridos em espectáculos e eventos multimédia, como por exemplo o concerto "História do Jazz & Blues", um diaporama/concerto Multimédiamultimédia]], onde participam vários músicos, e musicado com temas da história do jazz, como Miles Davis, Sonny Rollins, Wayne Shorter, Thelonious Monk, Herbie Hancock e compositores ímpares como George Gershwin, Kurt Weill, Cole Porter    

## Discografia
Como líder 
- "Pressões Digitais", Rui Azul (Ed Registos Autónomos) 1991
- "À Bolina", Rui Azul (a solo) (Ed Registos Autónomos) 2005
- "Ritmos em Blues", Rui Azul (Ed Registos Autónomos) 2010

Participações 
- "Ondé que está o Capital?", António Garcez, Phil Mendrix & Transatlântico (Ed Vadeca), 1987
- "Iblussom", Trabalhadores do Comércio, 2009
- "Mimi tão pequena e tão suja", Vitor Rua (Pós GNR), 1993
- "Vydia", Vitor Rua, 1990
- "Monoxide", Blue Oranje Juice (Ed Gragem), 2000
- "Blues 88", Minnmann Blues Band, gravado ao vivo no Hot Five - Porto (Arteditores), 2010

## Ligações Externas
- Site oficial de Rui Azul
- Site oficial do colectivo "Rui Azul Index"
- Blog da "Minnemman Blues Band"

## Referencias
1. 1 2 3 4 5 6 7 8 9 10 11 12 13 14 15 16 17 18 19 20 21  Biografia em JazzPortugal
2. ↑  Biografia no site Mevio
3. 1 2 3 4 5 6 7 8  Biografia no site Reverbnation
4. 1 2 3 4 5 6 7  Discografia oficial no site de Rui Azul
5. ↑  «Minnemann Blues Band festejam 33 anos com concerto no Teatro Helena Sá e Costa». Consultado em 6 de janeiro de 2012. Arquivado do original em 17 de janeiro de 2019
6. ↑  Biografia no Moo